# الکساندر برگ
الکساندر سی. برگ (به انگلیسی: Alexander Berg)، استادیار آمریکایی علوم رایانه در دانشگاه کارولینای شمالی در چاپل هیل است. او در وب کاوی و همچنین یادگیری ماشین و بینایی رایانه‌ای تخصص دارد.
او در سال ۱۹۹۴ مدرک کارشناسی و کارشناسی ارشد خود را از دانشگاه جانز هاپکینز گرفت و سپس دکترای خود را در دانشگاه کالیفرنیا، برکلی در سال ۲۰۰۵ زیر نظر جیتندرا مالیک گرفت. او از سال ۲۰۰۶ تا ۲۰۰۷ به عنوان فوق دکترا در دانشگاه کالیفرنیا، برکلی ماند و از فوریه ۲۰۰۷ تا مه ۲۰۰۸ به عنوان دانشمند پژوهشی در همانجا محقق در یاهو مشغول کار بود. در حال حاضر او در دانشگاه کارولینای شمالی در چپل هیل است.
در اکتبر ۲۰۱۱ او و همکارانش دو نوع نرم افزار تشخیص چهره به نام فیس‌ترکر و پب‌فاگ را توسعه دادند.
برگ با همکارش محقق بینایی رایانه، تامارا برگ ازدواج کرد.